# 이언 앤더슨 (야구 선수)

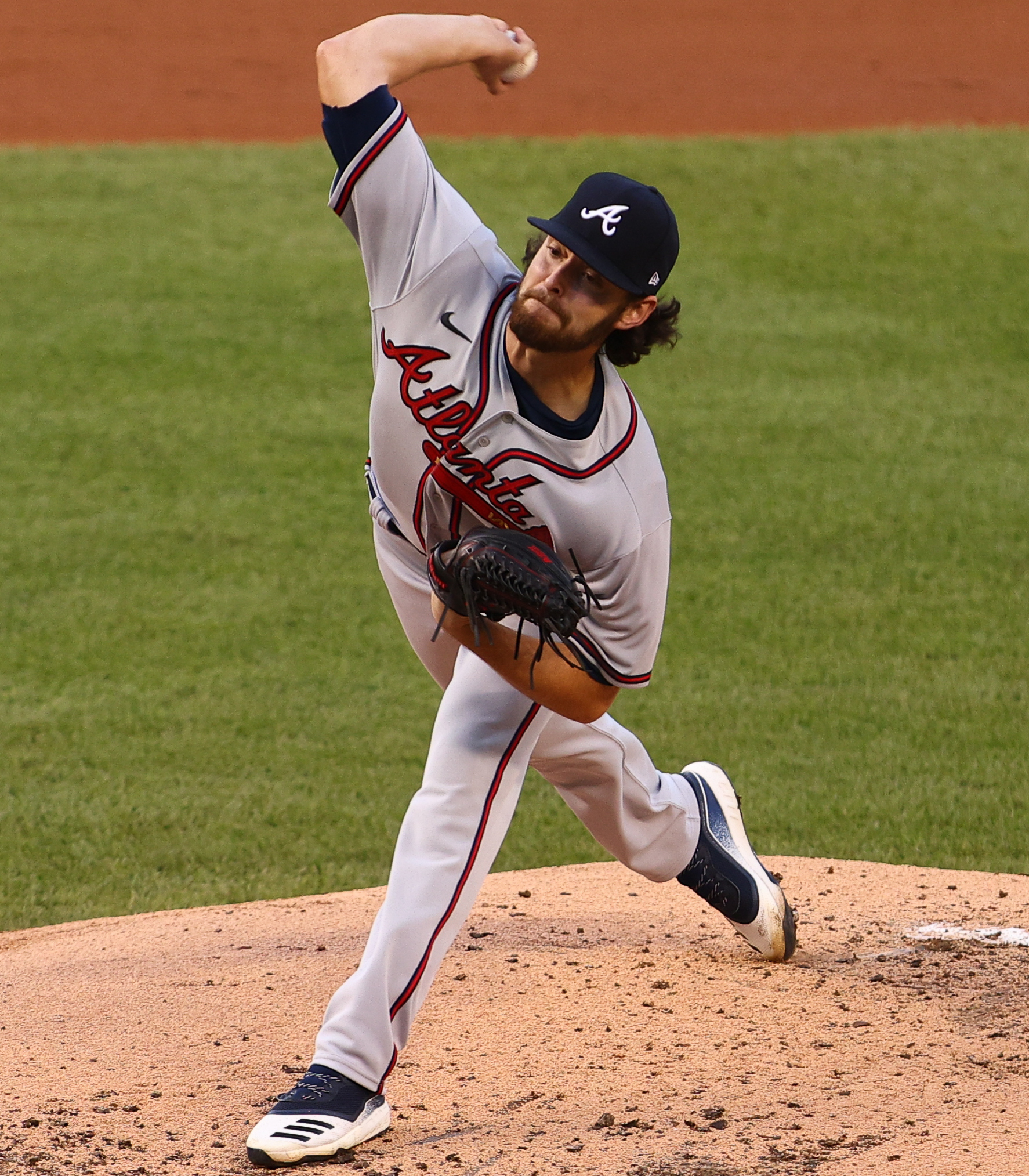

이언 시어도어 앤더슨(Ian Theodore Anderson, 1998년 5월 2일 ~ )은 미국의 야구 투수이다. 현재는 애틀랜타 브레이브스 소속으로, 과거에는 로스앤젤레스 에인절스 소속으로 메이저 리그 베이스볼에서 뛰었다. 앤더슨은 고등학교 졸업 후 2016년 MLB 드래프트에서 브레이브스에 전체 3순위로 지명되었고, 2020년 MLB에 데뷔했다. 앤더슨은 2021년 브레이브스 선수로 월드 시리즈 우승 반지를 획득했다.

## 아마추어 야구
앤더슨은 2013년 뉴욕 클리프턴 파크 팀 소속으로 모지스레이크, 워싱턴에서 열린 14세 이하 베이브 루스 리그 월드 시리즈에 참가했다. 앤더슨의 팀은 3위를 차지했고, 투수로 올 디펜시브 팀에 선정되었다. 이 팀은 팀 동료이자 미래의 NBA 선수인 케빈 허터의 아버지인 톰 휴터가 감독을 맡았다.
앤더슨은 뉴욕 클리프턴 파크에 있는 셰넨데호와 고등학교에 다녔다. 2학년 때 6승 1패, 0.66의 평균자책점 (ERA), 91개의 삼진을 기록했다. 2015년 8월, 펫코 파크에서 열린 퍼펙트 게임 올-아메리칸 클래식에 참가했다. 같은 해 여름, 18세 이하 국가대표팀에서 뛰며 월드컵에서 우승했다. 2016년, 셰넨데호와 고등학교가 Class AA 주 챔피언십에서 우승하는 데 기여했다.
앤더슨은 2016년 셰넨데호와 고등학교를 졸업했다. 밴더빌트 대학교에서 대학 야구를 하기로 약속했다.

## 프로 경력

### 애틀랜타 브레이브스

#### 마이너 리그
앤더슨은 2016년 MLB 드래프트의 상위 지명 유망주 중 한 명으로 간주되었다. 앤더슨이 대학 야구를 포기하도록 유도하기 위해, 애틀랜타 브레이브스는 2016년 드래프트에서 그를 전체 3순위로 지명하고 400만 달러에 계약했다.
앤더슨은 걸프 코스트 리그 브레이브스에서 프로 데뷔를 했고, 2016년 8월 6일 댄빌 브레이브스로 승격되었다. 2016 시즌을 두 팀에서 총 10경기 선발 출장하여 1승 2패, 2.04의 평균자책점을 기록하며 마쳤다. 2017년에는 로마 브레이브스에서 뛰며 20경기 선발 출장하여 4승 5패, 3.14의 평균자책점을 기록했다. 2018년에는 플로리다 파이어프로그스에서 시작했으며, 8월 8일에는 미시시피 브레이브스로 승격되었다. 두 클럽에서 24경기 선발 출장하여 4승 7패, 2.49의 평균자책점을 기록했다.
앤더슨은 2019 시즌 시작 전 스프링 트레이닝에 초대되었고, 미시시피로 돌아와 시즌을 시작했다. 시즌 중반에는 서던 리그 올스타로 선정되었고, 이어서 2019년 올스타 퓨처스 게임에 지명되었다. 8월 5일, 앤더슨은 귀넷 스트라이퍼스로 승격되었고, 다음 날 인터내셔널 리그에 데뷔했다. 시즌 말, 앤더슨은 브레이브스 구단 올해의 투수상을 수상했다.

#### 메이저 리그
앤더슨은 2020년 스프링 트레이닝에 초대되었다. 코로나19 범유행으로 인해 2020년 마이너 리그 베이스볼 시즌이 취소된 후, 애틀랜타 브레이브스는 앤더슨을 단축된 메이저 리그 베이스볼 시즌 동안 팀에서 뛸 수 있는 최대 60인 선수 명단에 포함시켰다. 2020년 8월 26일, 앤더슨은 처음으로 메이저 리그로 승격되었고 그의 계약은 액티브 로스터에 포함되었다. 뉴욕 양키스와의 더블헤더 첫 경기에서 데뷔했으며, 처음 5+1⁄3이닝 동안 안타를 허용하지 않았다. 앤더슨은 6이닝을 소화하며 루크 보이트의 홈런으로 1자책점을 허용했다.
앤더슨은 2020 시즌을 6경기 선발 출장, 321⁄3이닝 동안 3승 2패, 1.95의 평균자책점, 41개의 삼진을 기록하며 21개의 안타만을 허용했다. 내셔널 리그에서 4개의 폭투로 5위에 올랐다. 주로 시속 95마일의 포심 패스트볼, 시속 88마일의 체인지업, 시속 80마일의 커브볼을 사용했으며, 시속 92마일의 싱커는 거의 던지지 않았다. 앤더슨은 내셔널 리그 올해의 신인 투표에서 1표를 받아 안드레스 히메네스 및 식스토 산체스와 공동 7위를 기록했다.
10월 1일, 첫 포스트시즌 등판에서 앤더슨은 신시내티 레즈를 상대로 승리를 거두며 브레이브스의 와일드카드 시리즈 진출을 확정지었다. MLB 포스트시즌 역사상 6이닝 이상을 던지면서 3안타 이하를 허용하고 9개의 삼진을 잡은 최연소 투수가 되었다. 10월 7일 NLDS 경기에서 앤더슨은 5.2이닝을 던지고 9개의 삼진을 잡으며 브레이브스가 마이애미 말린스를 2대0으로 이기는 데 기여했다.
2021년, 앤더슨은 24경기 선발 등판에서 9승 5패, 평균자책점 3.58을 기록했다. 2021년 브레이브스의 일원으로 월드 시리즈 우승 반지를 획득했다. 앤더슨은 2021년 월드 시리즈 3차전에서 5이닝 노히트 경기를 기록하고 교체된 월드 시리즈 역사상 두 번째 투수가 되었으며, 4명의 휴스턴 애스트로스 타자를 삼진으로 잡고 브레이브스의 2대0 승리에서 승리 투수가 되었다. 그해 2021년 올해의 신인상 투표에서 5위를 차지했다.
앤더슨은 2022 시즌 내내 고전하며 21경기에 선발 출전하여 9승 6패, 5.11의 평균자책점을 기록했고, 8월 7일 귀넷 스트라이퍼스로 강등되었다. 그 시점까지 MLB에서 가장 많은 53개의 볼넷을 허용했다.
2023년, 재러드 슈스터와 딜런 도드의 인상적인 스프링 트레이닝 활약 후, 앤더슨은 정규 시즌 시작을 위해 트리플 A 귀넷으로 이관되었다. 2023년 4월 11일, 앤더슨이 토미 존 수술을 받아야 하며 2023 시즌 전체를 결장할 것이라고 발표되었다.
앤더슨은 수술 회복을 계속하기 위해 2024 시즌 시작을 위해 귀넷으로 이관되었다.

### 로스앤젤레스 에인절스
2025년 3월 23일, 앤더슨은 호세 수아레스와 트레이드되어 로스앤젤레스 에인절스로 이적했다. 로스앤젤레스에서 7경기에 등판하여 0승 1패, 11.57의 평균자책점, 91⁄3이닝 동안 8개의 삼진을 기록하며 부진했다. 4월 24일, 앤더슨은 에인절스에 의해 지명 할당되었다.

### 애틀랜타 브레이브스 (두 번째 계약)
2025년 4월 27일, 앤더슨은 애틀랜타 브레이브스에 의해 웨이버 공시되었다. 4월 29일, 브레이브스에서 한 번도 등판하지 않고 지명 할당되었다. 앤더슨은 웨이버를 통과하여 5월 1일 트리플 A 귀넷 스트라이퍼스로 방출되었다.

## 스카우팅 보고서
유망주 시절, 앤더슨의 투구는 시속 90마대 중반의 4심 및 2심 패스트볼, 그리고 커브볼과 발전 중인 체인지업을 포함했다. 앤더슨은 낮은 회전율의 12-6 커브볼을 던진다. 마이너 리그에서는 우타자를 상대로 커브볼을 더 자주 사용했다. 메이저 리그에 도달했을 때 앤더슨의 체인지업은 현저하게 향상되었다. 그의 팔 각도는 대부분의 투수보다 높아서 팀 동료들에게 주목을 받았다.

## 개인사
이언 앤더슨의 일란성 쌍둥이 형제인 벤 앤더슨도 셰넨데호와 고등학교에서 야구를 했으며 2016년 MLB 드래프트 26라운드에서 토론토 블루제이스에 지명되었다. 벤은 빙엄턴 대학교에 진학하여 세 시즌 동안 야구를 한 후 2019년 MLB 드래프트 13라운드에서 텍사스 레인저스에 지명되었다. 앤더슨에게는 아이작이라는 남동생도 있다.
그의 아버지 밥 앤더슨은 시에나에서 대학 야구를 했고 샬몬트 고등학교에서 코치로 여러 차례 뉴욕 주 챔피언십에서 우승했다.

## 같이 보기
- 토미 존 수술을 받은 야구 선수 목록